# 阿登希爾斯 (明尼蘇達州)
阿登希爾斯（英語：Arden Hills）是一個位於美國明尼蘇達州拉姆西縣的城市。

## 人口
根據2020年美國人口普查的數據，阿登希爾斯的面積為24.86平方千米，當中陸地面積為21.92平方千米，而水域面積為2.94平方千米。當地共有人口9939人，而人口密度為每平方千米400人。